# Eupithecia perfuscata
Eupithecia perfuscata är en fjärilsart som beskrevs av András Vojnits 1975. Eupithecia perfuscata ingår i släktet Eupithecia och familjen mätare. Inga underarter finns listade i Catalogue of Life.